# Клара (Фрайбург)
Клара фон Фрайбург (на немски: Klara von Freiburg; Clara von Freiburg; * 1321,Фрайбург; † сл. 29 март 1371; 1386) е графиня от Фрайбург и чрез женитба пфалцграфиня на Тюбинген и графиня на Бьоблинген.

## Произход и смърт
Тя е единствената дъщеря наследничка на граф Фридрих фон Фрайбург, фогт в Брайзгау († 1356), и съпругата му маркграфиня Анна фон Хахберг-Заузенберг († 1331), дъщеря на маркграф Рудолф I фон Хахберг-Заузенберг.
Клара фон Фрайбург умира след 29 март 1371 г. (1386) и е погребана в доминиканската църква във Фрайбург.

## Фамилия
Клара се омъжва ок. 1340/1344 г. за граф и пфалцграф Готфрид III фон Тюбинген-Бьоблинген († 13 февруари 1369), син на граф Вилхелм II фон Тюбинген-Бьоблинген († 1327) и графиня Хайлика фон Еберщайн († сл. 1318). Те имат децата:
- Анна фон Тюбинген († сл. 1344)
- Егон фон Тюбинген († сл. 1363 в Боцен)
- Конрад I фон Тюбинген-Лихтенек († 1 октомври 1410), граф на Тюбинген-Лихтенек, женен I. сл. 1355 г. за Катерина де Фаукогней († сл. 1355), II. сл. 1355 г. за Анна фон Юзенберг († 1400), III. пр. 14 юли 1401 г. за Верена Малтерер († 1430)
- Елизабет фон Тюбинген († 1404), омъжена за Албрехт I Шенк фон Лимпург († 1374)
- дъщеря фон Тюбинген, омъжена (развод 1365) за Улрих Валтер фон Белмонт († 1371)